# Виктор Котельников (плавучая база)
Виктор Котельников — советская плавучая база подводных лодок проекта 310М (обозначение НАТО Don-class) Балтийского флота, Черноморского флота ВМФ СССР. В переменном составе 5-й Средиземноморской эскадры кораблей ВМФ.

## ТТХ
Предназначена для базирования четырёх подлодок проектов 611 и 613. Была способна обеспечить навигационный и аварийный ремонт корпуса, механизмов и вооружения. Имелось хранилище на 42 торпеды 533-мм. В носовой оконечности размещался 100-тонный кран. Оборонительное вооружение включало четыре 100-мм артустановки Б-34УСМА и четыре спаренные 57-мм автомата ЗИФ-31Б. На последней плавбазе успели установить даже ЗРК «Оса-М». На двух плавбазах после модернизации по проекту 310М кормовые 100-мм орудия были сняты и вместо них размещена вертолётная площадка.
На «Викторе Котельникове», «Дмитрии Галкине», «Магомеде Гаджиеве», ПБ-3 были установлены 4х2 25 мм орудия 2М-3М.
- Водоизмещение: 7150 (5030) т.
- Размеры: длина — 137,2 м, ширина — 16,8 м, осадка — 6,5 м.
- Скорость полного хода: 16 узлов.
- Дальность плавания: 3000 миль при 12,5 узлах.
- Силовая установка: дизельная-электрическая, 2х2000 л. с.
- Грузоподъемность: 42 торпеды калибра 533 мм.
- Вооружение: 4х1 100-мм артустановки Б-34УСМА, 4х2 57-мм артустановки ЗИФ-31Б (2 — после модернизации).
- Экипаж: 350 чел. + 394 чел. экипажей ПЛ и походного штаба[1].

## Служба
Плавучая база подводных лодок «Виктор Котельников» была заложена по проекту 310 на ССЗ № 444 им. И. Носенко в Николаеве (заводской № 616) 19 июля 1956 года. Названа в честь советского подводника, командира гвардейской подводной лодки «К-22» Котельникова Виктора Николаевича (1908—1943).
Была спущена на воду 25 июня 1957 года, вступила в строй Балтийского флота 11 декабря 1959 года.
Бортовые номера: 995(1970), 990(1973), 701(1975), 984(1977), 981(1977), 998(1979), 871(1981), 873, 874(1984), 942(1990), 868(1990).
В августе 1960 года на базе Паша-Лиман, Албания, залив Влёра были размещены 4 подводные лодки проекта 613: «С-71», «С-95», «С-356» и «С-357». В январе 1961 года на базе размещены ещё 4 подводные лодки проекта 613 «С-191», «С-250», «С-280», «С-374» и плавучая база подводных лодок проекта 310 «Виктор Котельников». База была оставлена ВМФ СССР в июне 1961 года после советско-албанского раскола. В июне 8 подводных лодок и ПБПЛ «Виктор Котельников» покинули базу и совершили переход в Балтийское море на Лиепайскую военно-морскую базу, в состав 14-й ЭскПЛ.
Имея большие кубрики и несколько классов использовалась для учебных походов больших групп курсантов военно-морских училищ.
Для обеспечения программы космических исследований Луны в апреле 1967 года в соответствии с приказом ГК ВМФ было сформировано управление 8-й оперативной эскадры кораблей ВМФ и определен корабельный состав сил для поиска и подъема космических объектов, приводнившихся в Индийском океане: от ТОФ — крейсер «Дмитрий Пожарский», экспедиционно-океанографические суда «Федор Литке», «Алексей Чириков», от БФ — плавбаза «Виктор Котельников», от ЛенВМБ — экспедиционно-океанографические суда «Василий Головнин», «Андрей Вилькицкий», «Семен Дежнев», от ЧФ — экспедиционно-океанографическое судно «Семен Челюскин». Для этих целей в начале 1967 года была плавбаза была модернизирована по проекту 310М — с установкой на корме взлетно-посадочной площадки для вертолёта Ка-25, с одновременным демонтажем двух кормовых артиллерийских установок Б-34УСМА.
В 1967 году плавбаза была переведена с Балтийского флота на Черноморский флот.
Выполняла задачи в Средиземном море в переменном составе 5-й Средиземноморской эскадры кораблей ВМФ. Несла походный штаб 51 ОБрПЛ. Была флагманским кораблём эскадры, периодически меняясь с крейсером «Жданов» и несла штаб 5-й Средиземноморской эскадры кораблей ВМФ.
В последние годы перед списанием в составе 150-й бригады ракетных кораблей 30-й ДиНК ЧФ.
Расформировано 5.07.1994 года. ПБПЛ «Виктор Котельников» была выведена из строя флота 17 ноября 1994 года. Судно было продано украинской стороной на металл в Индию. 3 апреля 1996 года в 16.00 был выведен из бухты Севастополя буксиром «Гепард» большой противолодочный корабль «Красный Крым», одновременно туда же отправилась и плавбаза «Виктор Котельников».

## Командиры
- 1992  капитан 2-го ранга Манжос.